# BMDP
BMDP, acronimo di BioMeDical Package, è una raccolta di software di statistica, dedicata alla ricerca in ambito biomedico, la cui prima versione fu realizzata nel 1961 da ricercatori dell'UCLA. Lo sviluppo del BMDP è cessato nel 2017.

## Storia
La prima versione del BMDP fu realizzata nel 1961 all'Università della California, Los Angeles (UCLA), nel dipartimento Health Sciences Computing Facility, sotto la direzione del noto statistico Wilfrid Dixon. Il progetto originario era finanziato dal National Institutes of Health. Il programma originario si chiamava BIMED (acronimo di BIoMEDical) e consisteva in una quarantina di routine, scritte in Fortran. Fu implementato nel 1961 per l'IBM 7090, un computer di seconda generazione, e i nastri furono distribuiti gratuitamente in tutto il mondo. La seconda versione del programma assunse il nome di BMDP, laddove tuttavia la "P" aveva il significato di "Parameter", modificato successivamente in "Package". Il codice del BMDP è di pubblico dominio; il pacchetto fu commercializzato dalla società Statistical Solutions Ldt, più nota come Statsols, fino al 2017, quando cessò definitivamente la commercializzazione del BMDP sostituito da nQuery Sample Size Software .

## Analisi statistica dei dati
Il software di statistica BMDP consiste in numerose routine indipendenti, dedicate alla:
- Descrizione dei dati (1D: simple data description; 2D: detailed data description including frequencies; 4D: Single column frequencies, numeric and nonnumeric)
- Confronto fra gruppi (3D Comparison of two group with t tests; 7D: Description of groups/strata with histograms and One- and Two-way Analysis of Variance; 9D: multiway description of groups)
- Plot e istogrammi (5D: histograms and univariate plots; 6D: Bivariate (scatter) plots)
- Presentazione dei dati in tabelle (4F: two-way and multiway frequency tables, measure of association and the log-linear model; AM: Description and estimation of missing data)
- Correlazioni e interpolazione di dati (8D: Correlations with options for incomplete date)
- Regressioni: lineari (R1: Multiple linear regression; 2R: stepwise regression; 9R: all possible subsets regression; 4R: Regression on principal components; 5R: Polynomial regression) e non lineari (3R: nonlinear regression; AR: derivative-free nonlinear regression). LR: Stepwise logistic regression
- Analisi della varianza e della covarianza (1V: One-way Analysis of Variance and Covariance; 2V: Analysis of Variance and Covariance including repeated measures; 4V: General univariate and multivaariate Analysis of Variance and Covariance including repeated measures, URWAS); 3V: e 8V: General mixed model analysis of Variance)
- Statistiche non parametriche (3S)
- Cluster analysis (1M Cluster analysis of variables; 2M: Cluster analysis of cases; 3M: Block clustering)
- Analisi multivariata (4M: Factor analysis; 6M: Canonical correlation analysis; 6R: Partial correlation and multivariate regression; 7M: Stepwise discriminant analysis; 8M: Boolean factor analysis; 9M: Linear scores from preference pairs)
- Tavole e funzioni di sopravvivenza (1L: Life tables and survival functions; 2L: Survival analysis with covariates-Cox models)
- Serie causale e temporale (1T: Univariate and bivariate spectral analysys; 2T: Box-Jenkins time series analysis)

L'utente deve scrivere un file di ingresso, in codice ASCII, estensione ".inp" indicando in linguaggio Fortran i dati da analizzare, il codice del programma da eseguire (per es., 2D, 7D, ecc.), le variabili da prendere in considerazione, la categorizzazione dei dati e la forma dei dati in uscita. Il programma presenta i risultati delle analisi in un file ASCII con lo stesso nome del file .inp ma estensione ".out".